# Vénus dans la fiction
Pour un article plus général, voir Vénus.

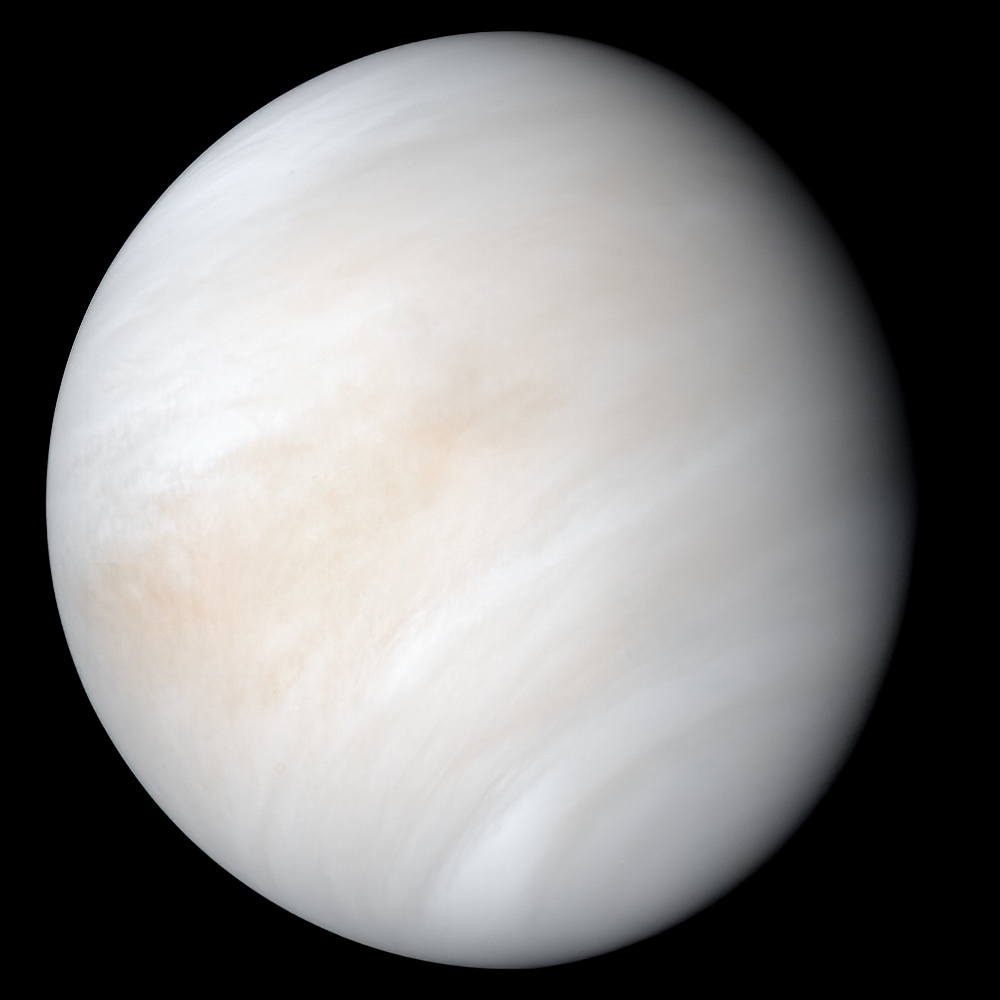
Vénus vue par Mariner 10.

La planète Vénus est mentionnée dans la fiction depuis le XIXe siècle. Ses nuages impénétrables ont permis aux auteurs de science-fiction de spéculer sur les conditions de vie à sa surface. Plus près du Soleil que la Terre, Vénus a été souvent décrite comme plus chaude, mais habitable ; les écrivains imaginèrent alors ses habitants, les « Vénusiens ». Le genre atteint son apogée entre les années 1930 et 1950.
Depuis, cette planète a été explorée et l'on sait à présent qu'aucune forme de vie n'y est possible, tout au moins à la surface (certains chercheurs pensent à une possible forme de vie bactérienne entre 40 et 60 kilomètres de sa surface, ou bien dans ses nuages où les températures et les pressions sont plus favorables). Elle continue cependant à fasciner les auteurs et les lecteurs.

## Sur Vénus

### Littérature
Par ordre chronologique de publication.
- 1865 : Achille Eyraud : Voyage à Vénus (1865).
- 1881 : anonyme : The Great Romance (1881).
- 1895 : Gustavus W. Pope : Journey to Venus (1895).
- 1919 : Maurice Leblanc : Les Trois Yeux (1919).
- 1930 : Olaf Stapledon : Les Derniers et les Premiers (Last and First Men) (1930).
- 1934 à 1946 : Edgar Rice Burroughs : Venus series (1934–1946).
- 1935 : Stanley G. Weinbaum : « Parasite Planet » (1935) ; « The Lotus Eaters » (1935).
- 1939 : H. P. Lovecraft et Kenneth Sterling : « In the Walls of Eryx » (1939) / Dans les murs d'Eryx (1939).
- 1941 à 1962 :  Robert A. Heinlein : « La Logique de l'Empire » (« Logic of Empire ») (1941) in : Les Vertes collines de la Terre (Future History, vol. 2) ; Space Cadet (1948) ; Between Planets (1951) ; Podkayne, fille de Mars (Podkayne of Mars) (1962).
- 1943 : C. S. Lewis, Perelandra ou Voyage à Vénus (Perelandra ou Voyage to Venus) (1943), deuxième tome de la Trilogie cosmique.
- 1945 à 1956 : A. E. van Vogt : Le Monde des Ā (1945), roman où Vénus accueille une utopie réservée aux êtres humains jugés les plus aptes ; elle joue également un rôle prépondérant dans la suite, Les Joueurs du Ā (1956).
- 1946 à 1982 : Leigh Brackett et Ray Bradbury : « Lorelei of the Red Mist » (« Lorelei de la brume rouge ») (1946) ; « La Lune disparue » (« The Moon that Vanished ») (1948) ; « Magicienne de Vénus » (« Enchantress of Venus ») (1949) – ces trois nouvelles ayant paru en français dans un volume intitulé  Océans de Vénus (éd. Temps futurs) (1982).
- 1947 : William Tenn : « Venus and the Seven Sexes » (1947).
- 1947 à 1950 : Henry Kuttner : Vénus et le Titan (Fury) (1947) (également paru sous le titre Destination Infinity, 1950).
- 1951 : Stanislas Lem : Feu Vénus (Astronauci) (1951).
- 1951 à 1954 : Ray Bradbury : « La Pluie » (« Death-by-Rain » ou « The Long Rain ») in L'Homme illustré (The Illustrated Man) (1951) ; « Et l'été ne dura qu'un jour » ou « Tout l'été en un jour » (« All Summer in a Day ») (1954).
- 1954 : Isaac Asimov : Les Océans de Vénus (1954), in  Cycle de David Starr.
- 1954 : Poul Anderson : The Big Rain (1954).
- 1956 : Philip K. Dick : Les Chaînes de l'avenir (1956).
- 1959 : Arcadi et Boris Strougatski : « Strana Bagrovykh Tuch » (1959).
- 1959 : Cordwainer Smith : « Le Jour de la pluie humaine » in : cycle des Seigneurs de l'instrumentalité (« When the people fell ») (1959).
- 1960 : Philippe Curval : Les Fleurs de Vénus (1960).
- 1960 : Stephen King : « The Cursed Expedition » (1960), nouvelle de jeunesse / The Cursed Expedition.
- 1965 à 1967 : Roger Zelazny : « Les Portes de son visage, les lampes de sa bouche » (« The Doors of His Face, the Lamps of His Mouth ») (1965) in : Une Rose pour l’ecclésiaste (A Rose for Ecclesiastes) (1967).
- 1971 : Pierre Devaux : Cosmonautes contre diplodocus (1971), ouvrage au ton léger, presque parodique[3].
- 1977 : Christian Grenier : Le Soleil va mourir (1977).
- 1986 à 1988 : Pamela Sargent : Vénus des rêves (Venus of Dream) (1986) ; Vénus des ombres (Venus of Shadows) (1988).
- 2000 : Ben Bova : Venus (2000).
- 2006 : S. M. Stirling : The Sky People (2006).
- 2010 : Geoffrey A. Landis : Le Sultan des nuages
- 2020 : Derek Künsken : Les profondeurs de Vénus (2020), suivi de La maison des saints (2023)

Le genre particulier reposant sur l'idée d'une Vénus habitée semble désormais abandonné.  
Aussi, suivant le progrès des connaissances scientifiques sur Vénus, les auteurs de science-fiction ont modifié les thèmes. On imagina des tentatives humaines de terraformer Vénus comme dans le diptyque de Pamela Sargent (Vénus des rêves et Vénus des ombres en 1986 et 1988), ou encore des villes flottantes dans l'épaisse atmosphère de la planète aux températures plus clémentes dans Le Sultan des nuages (2010) de Geoffrey Landis.

### Cinéma, télévision et radio
Dans la série animée Sailor Moon, Minako Aino, alias Sailor Venus ou Sailor V, incarne la protectrice de Vénus. Ses attaques sont basées sur la lumière.